# Сава Богоугодний
Сава Богоудний, Сава Богоугодник (12 або 13 століття, Київ) — український православний святий, чернець Печерського монастиря. Преподобний. Подвизався у Антонієвих печерах в Києві, де і похований.

## Життєпис
Про нього майже нічого невідомо, крім того, що він у дуже молодим віці прийшов у монастир та суворо виконував всі заповіти Христові.
Преподобний Сава Богоугодний відійшов до Господа у віці 17-18 років.
Його мощі спочивають у Ближніх печерах.

## Пам'ять
- 11 жовтня — день пам'яті Собору преподобних отців Києво-Печерських, що спочивають в Ближніх печерах (прп. Антонія).
- 7 травня —  Прп. Сави Богоугодного, Печерського, разом з Прп. Олексієм Печерським.

## Джерело
- Словник персоналій Національного Києво-Печерського історико-культурного заповідника[недоступне посилання з липня 2019] — ресурс використано за дозволом видавця.